# Bar-cel-ona
Bar-cel-ona és una pel·lícula espanyola de comèdia del 1987 dirigida per Ferran Llagostera i Coll en la que fou la seva primera pel·lícula. Llagostera és també autor del guió basat en el llibre El barcelonauta de Josep Albanell. La música és de la Companyia Elèctrica Dharma. Ha estat doblada al català.

## Sinopsi
23 de juny, abans de la Nit de Sant Joan. Quim és un jove guitarrista que se sent inadaptat a la ciutat de Barcelona i ha comprat un bitllet de vaixell per marxar a Eivissa. Tanmateix, la mateixa tarda abans de marxar coneix l'Ona, una jove divertida i excèntrica de qui s'enamora i amb la qual recorre la ciutat, i descobreix una Barcelona menys inhòspita i amb estil propi on finalment es quedarà.

## Repartiment
- Ramon Madaula... Quim
- Begoña Martí... 	Ona
- Alfred Lucchetti 	... 	Dalmau
- Jaume Fortuny... Teo
- Eufemia Román... 	Maia
- Lluís Ferraz... 	Jaume
- Rosa Maria Vives 	... 	Mercè
- Mingo Ràfols... 	Amamialfredo
- Fernando Guillén... Sr. Nicolau
- Ovidi Montllor... Home
- Òscar Mas ... Titus
- Pep Ferrer ... Jugador bar

## Premis
Tomàs Pladevall Fontanet va rebre el premi al millor tècnic als V Premis de Cinematografia de la Generalitat de Catalunya.